# Cephalanthera epipactoides
Cephalanthera epipactoides es una especie de orquídea de hábito terrestre. Nativa del Mediterráneo oriental. Tiene la particularidad de tener un espolón en la base del labelo).

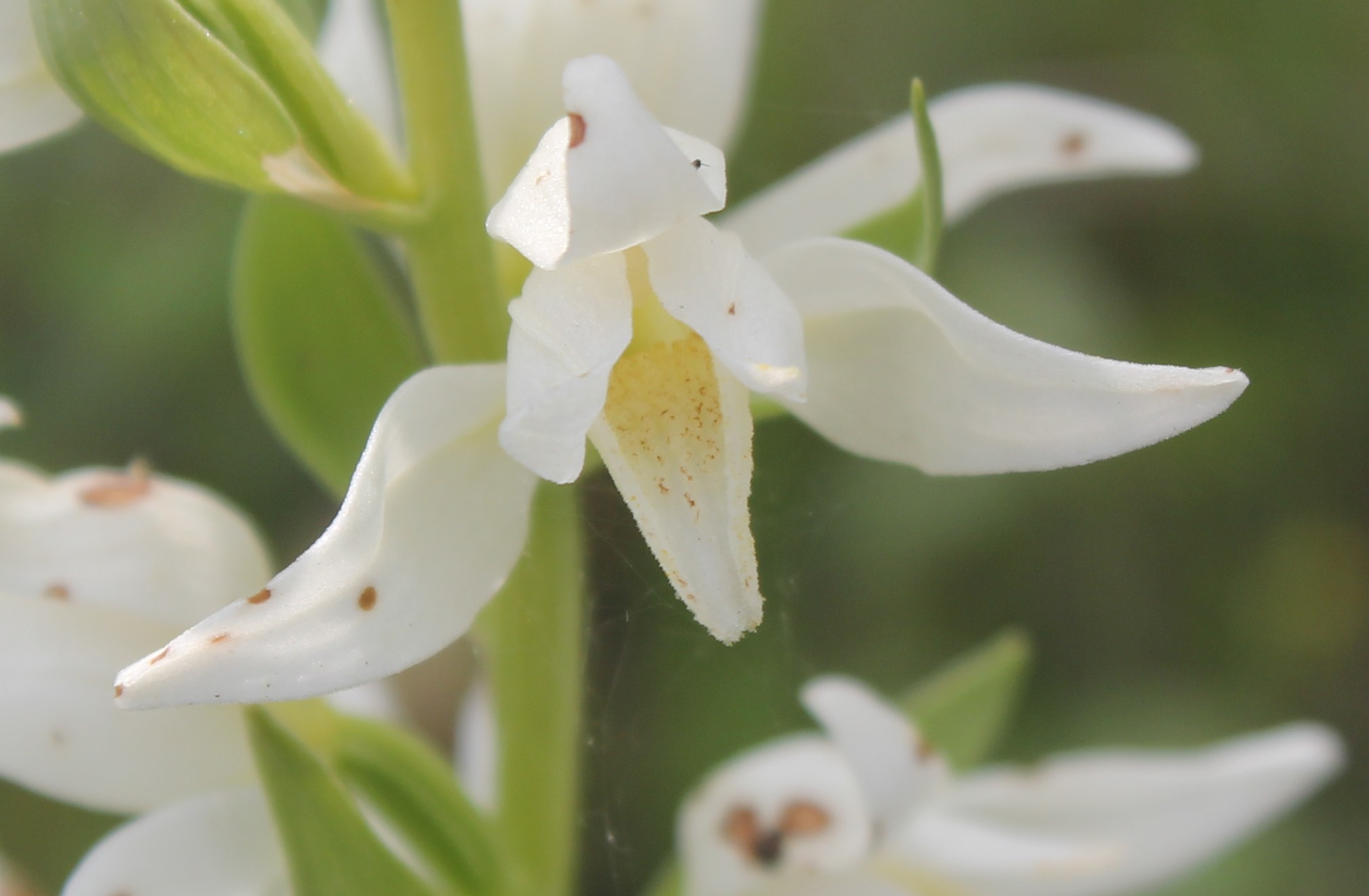
Detalle de la flor

## Características
Muy parecida a C.kotschyana pero con un tallo comprendido entre los 30 y 100 cm de alto y con una inflorescencia más densa y generalmente con más flores de 8 a 30 aunque un poco más pequeñas, blancas. Segmentos externos del perianto de 25 a 36 mm, los internos de 18 a 25 mm. Hipoquilo (parte basal del labelo) con lóbulos laterales truncados; epiquilo más estrecho y agudo de forma triangular, con 7-9 crestas; espolón de 3 a 4 mm, subagudo.
HábitatSobre substratos alcalinos y suelos desnudos de los bosques claros de planifolios y de pinos. Hasta 1200 m. de altitud
DistribuciónBastante localizada al este de Islas del Egeo, Tracia Oriental, Turquía y Grecia

## Taxonomía
Cephalanthera epipactoides fue descrita por Fischer & C.A.Meyer y publicado en Ann. Sci. Nat., Bot., sér. 4, 1: 30.
Etimología
Ver: Cephalanthera
Epipactoides: -eidês: similar al;  epipacto- hace referencia al género Epipactis.
Sinonimia
- Cephalanthera cucullata subsp. epipactoides (Fisch. & C.A.Mey.) H.Sund.  Europ. Medit. Orchid. 45 1975. [5]